# Dänische Minderheit in Deutschland

Die dänischen Südschleswiger benutzen neben dem Dannebrog auch eine Flagge mit den Schleswigschen Löwen

Die dänische Minderheit in Südschleswig ist eine autochthone ethnische Gruppe in Schleswig-Holstein im Landesteil Schleswig (Südschleswig). Die Selbstbezeichnung lautet dänische Südschleswiger (danske sydslesvigere). Sie umfasst nach offiziellen Quellen etwa 50.000 Angehörige.

## Status

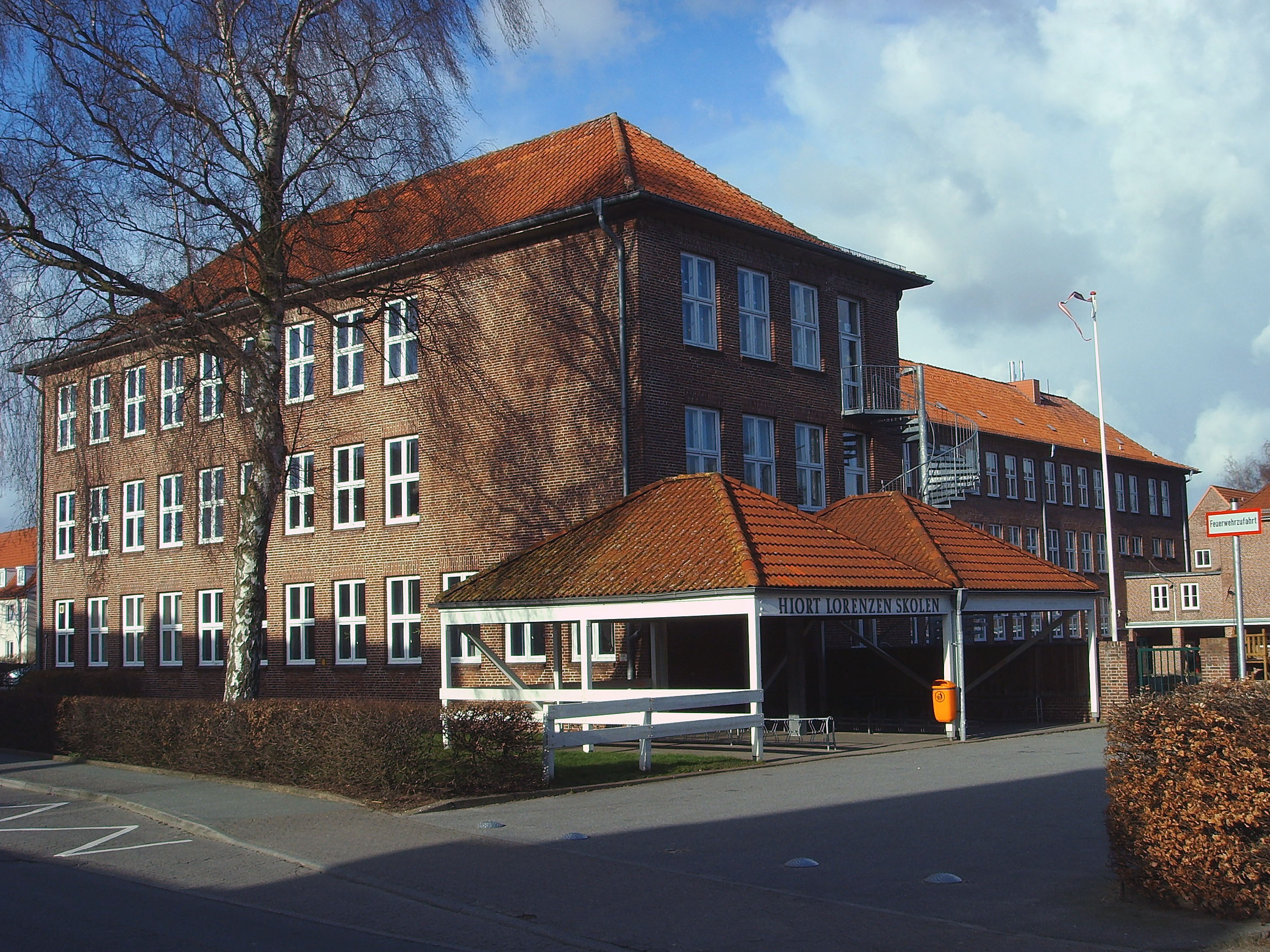
Hiort Lorenzen-Skolen in Schleswig. Eine der Schulen für die dänische Minderheit.

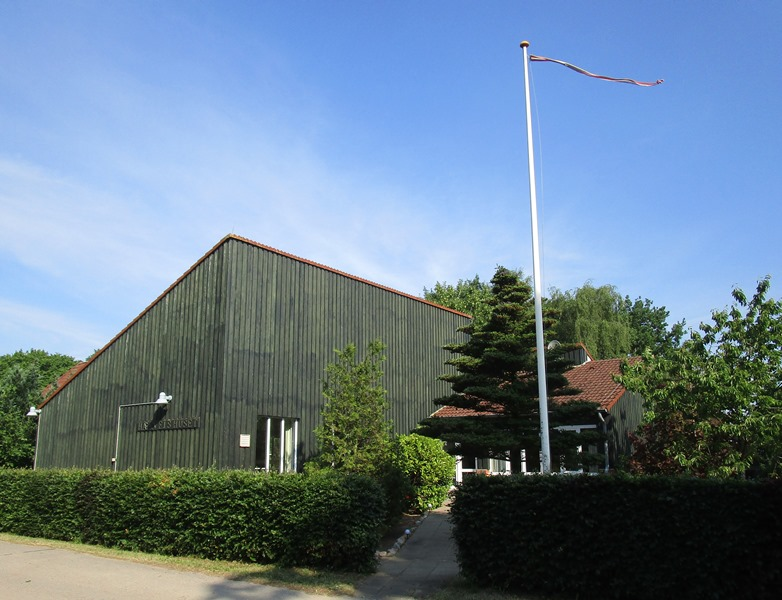
Das Hærvejshuset in Schuby ist eines von mehreren dänischen Kulturhäusern in der Region

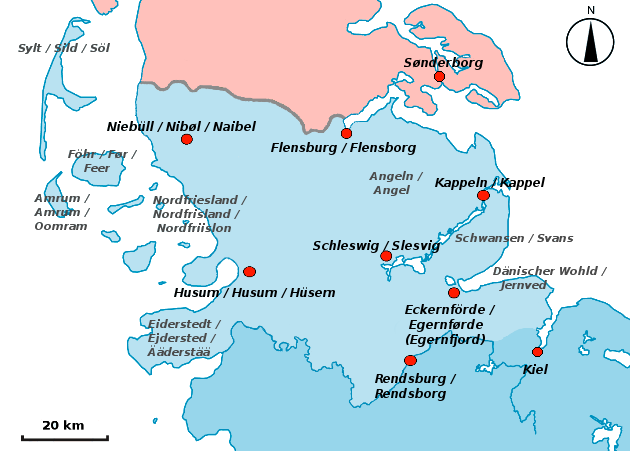
Karte Südschleswigs mit mehrsprachigen Ortsbezeichnungen (deutsch/dänisch/nordfriesisch)

Wie die Friesen, Sorben und Roma genießen die dänischen Südschleswiger als nationale Minderheit gemäß dem 1997 von Deutschland ratifizierten europäischen Rahmenübereinkommen zum Schutz nationaler Minderheiten einen kulturellen Minderheitenschutz. Bereits in den Bonn-Kopenhagener Erklärungen von 1955 verpflichtete sich die deutsche Regierung, die dänische Minderheit zu schützen; die dänische Regierung garantiert ähnliche Minderheitenrechte für die deutsche Minderheit.
Für den Südschleswigschen Wählerverband als politische Vertretung im Schleswig-Holsteinischen Landtag ist die Sperrklausel von fünf Prozent aufgehoben. Die Partei muss jedoch die Mindestanzahl von Stimmen für ein Mandat aufbringen. Für die sprachlich-kulturelle Arbeit werden von deutscher und dänischer Seite Zuschüsse gezahlt. Es bestehen unter anderem dänische Schulen und Kindergärten, Bibliotheken, kulturelle Einrichtungen und Kirchen.
Kontakte zur Bundesregierung bestehen über den Beauftragten für Aussiedler und nationale Minderheiten. Von Seiten der Landesregierung gibt es ebenfalls einen Minderheitenbeauftragten. Die vier in Deutschland siedelnden nationalen Minderheiten (Dänen, Friesen, Sorben und Sinti/Roma) haben sich zudem in einem Minderheitenrat und Minderheitensekretariat mit Sitz in Berlin zusammengefunden. Kontakte zum dänischen Parlament (Folketing) bestehen über den dortigen Sydslesvigudvalg.

## Bezeichnung
Angehörige der dänischen Minderheit in Südschleswig bezeichnen sich selbst als „dänische Südschleswiger“ (danske sydslesvigere) oder schlicht als „Südschleswiger“ (sydslesvigere). In der Regel besitzen dänische Südschleswiger die alleinige deutsche Staatsbürgerschaft (mit dänischem nationalen Bekenntnis). Unter bestimmten Voraussetzungen ist es dänischen Südschleswigern auch möglich, die doppelte Staatsbürgerschaft zu erwerben. Zur Unterscheidung zwischen Dänen in Südschleswig und im Königreich Dänemark werden letztere auch als „rigsdanskere“ (Reichsdänen, ähnlich Bundesbürger in Deutschland) bezeichnet. Einzelne Stimmen in der Minderheit fassen sich auch als mehrkulturell deutsch-dänisch auf und betonen stärker den regionalen grenzüberschreitenden Aspekt als Schleswiger im Gegensatz zu einer rein nationalen Sichtweise als Däne, Deutsche oder ggf. Friese.

## Größe
Die Größe der Volksgruppe wird heute mit etwa 50.000 Personen angegeben. Dies entspricht etwa 8,3 % der Bevölkerung in Südschleswig. Eine Studie der Universität Hamburg ermittelte 2015 eine Zahl von etwa 104.000 Personen in Norddeutschland, von denen etwa 42.000 in Südschleswig selbst lebten.
Die Größe der dänischen Bevölkerung im Süden Schleswigs war geschichtlich immer wieder Schwankungen unterworfen. Wurde zum Beispiel noch bis etwa bis zum Jahr 1800 Dänisch bis zu einer Linie Husum-Schleswig gesprochen, wich diese Linie bald weiter nach Norden. Nach dem Deutsch-Dänischen Krieg verblieben etwa 200.000 (von etwa 400.000) dänische Einwohner im schleswigschen Raum. Zwischen dem Deutsch-Dänischen Krieg und dem Jahr 1900 wanderten dann etwa 60.000 dänische Schleswiger aus. Bei der Volksabstimmung 1920 stimmten 12.800 und somit knapp 20 % in der zweiten Abstimmungszone dänisch. Vier Jahre später hatte der nun allein auf Südschleswig konzentrierte Schleswigsche Verein etwa 6.000 Mitglieder. Zum Ende des Zweiten Weltkrieges war diese Zahl auf etwa 2.800 zusammengeschmolzen. In den Jahren unmittelbar nach Ende des Krieges wiederum gab es einen starken Zulauf zur Volksgruppe und der Verein zählte im Jahr 1946 etwa 64.000 Mitglieder.
Als Indikator können auch Daten von Volkszählungen herangezogen werden. So bekannten sich bei der Volkszählung von 1900 im Dt. Reich im Regierungsbezirk Schleswig etwa 140.000 zur dänischen Nationalität. In der Volkszählung von 1910 im Deutschen Reich gaben 8.786 Bewohner in der späteren zweiten Abstimmungszone Dänisch als Muttersprache an. Die Volkszählung 1925 ermittelte 4.868 Einwohner mit ausschließlich dänischer Muttersprache und 2.252 Einwohner mit deutscher und dänischer Muttersprache in Schleswig-Holstein. Die Volkszählung 1946 ermittelte 9.648 dänische Muttersprachler. Als weiteres Kriterium zur Verifikation können die Angaben seitens der Gesellschaft für bedrohte Völker beziehungsweise seitens des dänischen Instituts für Grenzregionsforschung über die Personenzahl, die Dänisch im Alltag nutzt, genannt werden, die mit 8.000 bzw. 10.000 Personen angegeben wird. Diese Zahlen decken sich mit den Angaben des dänischen Kulturvereins, der von mehr als 10.000 dänischen Muttersprachlern ausgeht.
Der Historiker und Rektor der A. P. Møller-Skolen in Schleswig, Jørgen Kühl, beschreibt nationale Identitäten als heterogen und dynamisch und nimmt somit Abstand von einem homogen-statistischen Definitionsmodell nationaler Minderheiten. Demnach sieht Kühl ein Kontinuum zu- bzw. abnehmender Intensität nationaler Identifikationen. Entsprechend hat Kühl ein Modell entwickelt, das die Minderheit als Kreise unterschiedlicher Dichte und Entfernung zu einem Zentrum beschreibt. In dessen Kern finden sich die Angehörigen der Minderheit, deren Familien meist schon vor 1945 den Kernbestand der Minderheit ausmachten. Diesen schätzt Kühl auf wenige tausend. Konzentrisch folgen dann Kreise, die sich dadurch auszeichnen, dass sie jeweils (wesentlich) mehr Menschen erfassen, als den Kernbestand, und mit zunehmender Entfernung zum „Zentrum“ meist seltener dänische Sprachkenntnisse besitzen und ein geringer ausgeprägtes nationales – dafür oft ein ausgeprägtes regionales – Selbstempfinden besitzenQuelle fehlt.
Infolge der Bonn-Kopenhagener Erklärungen von 1955 gilt das Prinzip der Bekenntnisfreiheit. Demnach ist das Bekenntnis zur dänischen Sprache und Kultur frei und von staatlicher Seite nicht bestritten oder wird nicht nachgeprüft.

## Geschichte

### Vor 1864

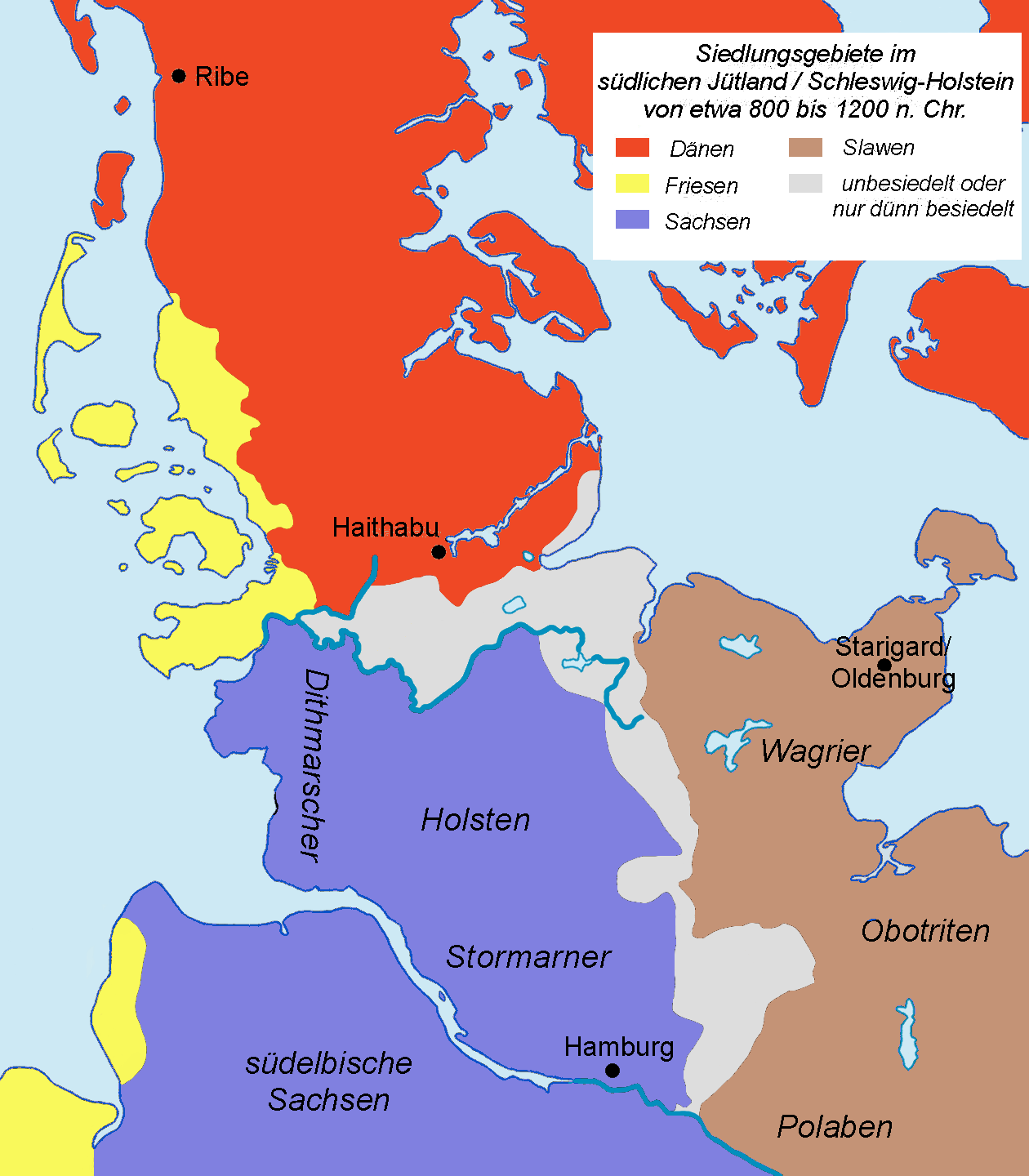
Siedlungsgebiete zwischen 800 und 1100 im heutigen Schleswig-Holstein

Das südliche Jütland wurde in der späten Eisen- und in der Wikingerzeit etwa bis zu einer Linie Husum-Eckernförde dänisch besiedelt, wovon heute noch die entsprechenden dänischen Ortsnamen zeugen. Zuvor siedelten hier unter anderem die Angeln. Etwa zwischen dem Windebyer Noor, der Schlei und der Treene verliefen die Grenzbefestigungen des Dannewerks, die heute zusammen mit Haithabu als gemeinsames Weltkulturerbe Haithabu und Danewerk von der UNESCO anerkannt sind. Um 811 wurde in einem Abkommen zwischen Karl dem Großen und dem dänischen König Hemming die Eider als deutsch-dänischer Grenzfluss festgesetzt, wobei der einige km breite Landstreifen zwischen Eider und Danewerk noch aus größtenteils unbesiedelten Wald,- Heide- oder Feuchtgebiete bestand (wie z. B. der Dänischen Wohld). Noch heute trennt die Eider die beiden Landesteile Holstein und (Süd-)Schleswig. Administrativ war die Region wie das übrige Dänemark in mehrere Harden eingeteilt, die zum Teil bis 1864 Bestand hatten und zum Teil heute noch als Landschaftsbezeichnungen verbreitet sind. Ab 1241 hatte das Jütische Recht als Landschaftsrecht für Jütland in der Region Gültigkeit.
Zugleich entwickelte sich nach etwa 1200 auf dem Gebiet des südlichen Jütlands (Sønderjylland) das Herzogtum Schleswig. Ausgangspunkt war der vom König in Schleswig bestellte Grenzjarl, der schließlich den (deutschen) Titel Herzog annahm. Staatsrechtlich blieb Schleswig als Lehen an Dänemark gebunden. Dennoch nahmen in Folge die politischen, dynastischen und wirtschaftlichen Verbindungen zum norddeutschen Holstein zu. Die deutsche Sprache breitete sich unter anderem über den Handel, die Städte und über die meist deutsch geprägten Gutshöfe im südöstlichen Schleswig aus. Trotz meist noch dänischer Umgangssprache wurde zum Beispiel nach der Reformationszeit Deutsch Kirchensprache im südlichen Schleswig. So vollzog sich insbesondere im 18. und 19. Jahrhundert in Südschleswig ein Sprachwechsel zum Deutschen. Begleitet wurde der Sprachwechsel im 19. Jahrhundert zudem von nationalpolitischen Konflikten über die Zugehörigkeit Schleswigs, die 1848 im Ersten Schleswigschen Krieg mündeten. Mit dem Deutsch-Dänischen Krieg von 1864 kam die gesamte schleswigsche Region schließlich zu Preußen und somit zu Deutschland.

### Nach dem Deutsch-Dänischen Krieg 1864

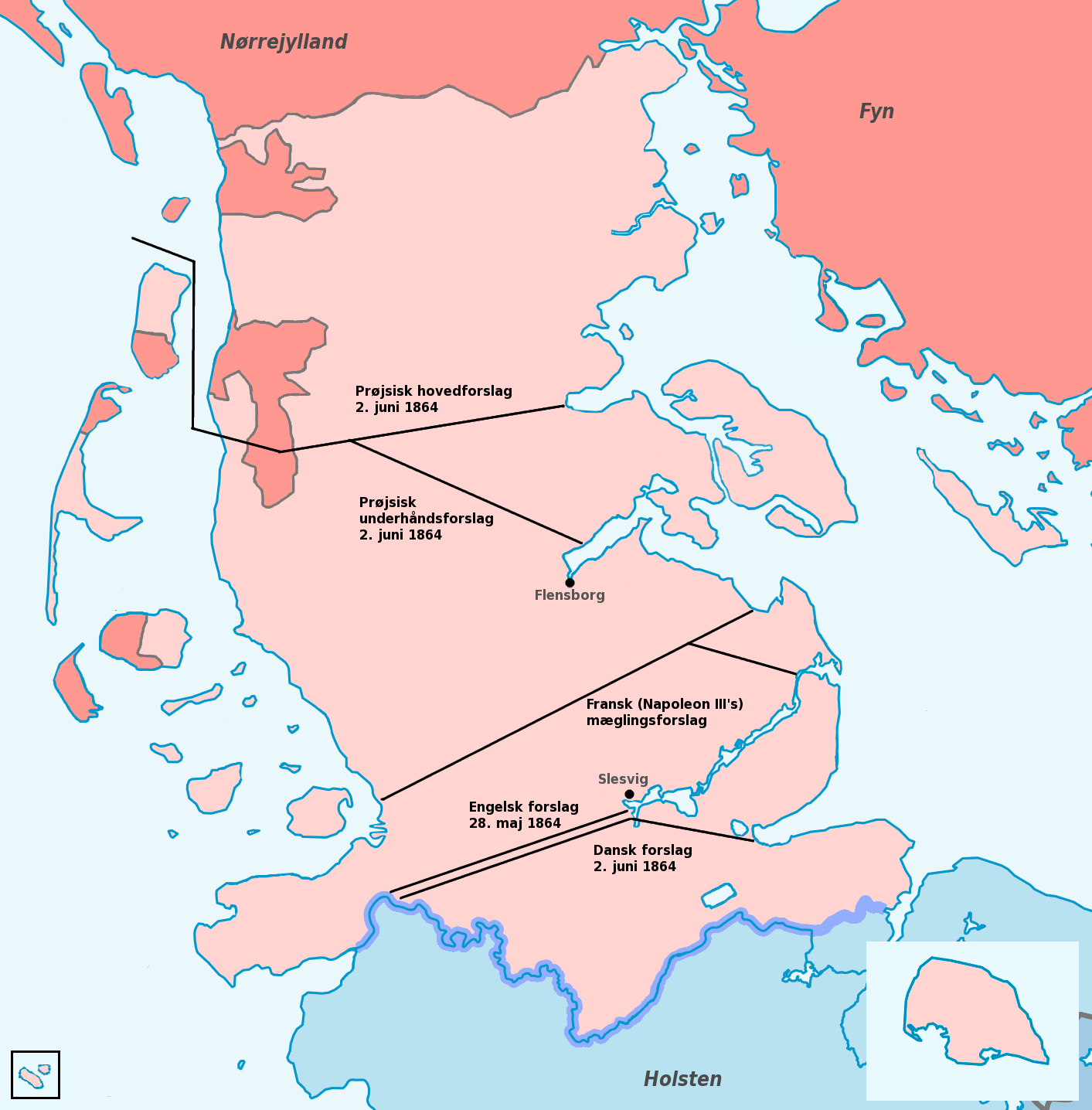
Teilungsvorschläge für eine nationale Teilung Schleswigs während des Waffenstillstandes des Deutsch-Dänischen Krieges 1864

Nach dem Deutsch-Dänischen Krieg etablierte sich unter den nun neuen politischen Vorzeichen die dänische Minderheit. Viele dänische Beamte, Lehrer und Pfarrer waren entlassen worden, so dass entsprechend neue Strukturen aufgebaut werden mussten, wobei die Möglichkeiten dänischer Kultur- und Spracharbeit in einem repressiven Umfeld stark eingeschränkt waren. Dennoch entstanden in dieser Zeit unter anderem die Tageszeitung Flensborg Avis und Vereine wie zum Beispiel der Landboforening. Die Aagaard Højskole bei Oeversee musste jedoch 1889 schließen. Mit der Sprachverfügung von 1888 wurde mit Ausnahme des Religionsunterrichtes Deutsch alleinige Unterrichtssprache. Eine im Prager Frieden von 1866 aufgenommene Formulierung zu einer Volksabstimmung  wurde 1878 aufgehoben. Auf politischer Ebene war die dänische Minderheit unter anderem mit dem Abgeordneten Gustav Johannsen im Reichstag vertreten. Nach dem Ersten Weltkrieg wurden in Nord- und Mittelschleswig schließlich Volksabstimmungen durchgeführt, die zu der noch heute bestehenden Grenze (→Clausen-Linie) führten.

### Nach den Volksabstimmungen 1920
Im Ergebnis der Volksabstimmungen von 1920 entstanden nördlich der Grenze die heutige deutsche Minderheit in Dänemark, südlich der Grenze die nun verkleinerte dänische Minderheit in Südschleswig. Südlich der neuen Grenze hatten in der zweiten Abstimmungszone etwa 12.800 Menschen für Dänemark votiert. Eine weitere Abstimmung in der südlicheren 3. Abstimmungszone fand nicht mehr statt. Viele dänisch gesinnte Südschleswiger zogen nach der Volksabstimmung nach Dänemark. 
Die Anzahl der dänischen Muttersprachler umfasste gemäß der Volkszählung von 1925 4.868 Menschen, unter Hinzurechnung der Zweisprachigen 7.120 Bewohner. Unter den Vorzeichen der liberaleren Weimarer Republik konnte nun Seitens der dänischen Minderheit ein eigenes Schulwesen aufgebaut werden, so dass bis 1936 zehn Schulen bestanden. Auch der Schleswigsche Verein (als Vorläufer des Südschleswigschen Vereins) etablierte sich und zählte 1924 über 8.000 Mitglieder.
In der Zeit des Nationalsozialismus zwischen 1933 und 1945 war die Minderheit, wenn auch nicht direkt verfolgt, Repressalien ausgesetzt. Allerdings waren Mitglieder der Minderheit auch, als einzige Reichsbürger, von der zwangsmäßigen Teilnahme an NS-Organisationen befreit. In dieser Zeit verließen rund 1.000 Mitglieder die Minderheit, was jedoch nicht bedeutet, dass sie nicht dänischsprachig oder dem Dänentum zugetan waren. Zum Ende des Krieges gab es noch 2.728 Mitglieder im Schleswigschen Verein.

### Nach dem Zweiten Weltkrieg
In den Jahren unmittelbar nach Kriegsende kam es zu einem starken Zulauf zur dänischen Volksgruppe. Entsprechend wird auch von einer neudänischen Bewegung gesprochen. Skizziert werden kann die Entwicklung unter anderem anhand der Landtagswahl 1947, als etwa 99.000 für den Schleswigschen Verein stimmten. Die Entwicklung nach 1945 lässt sich auch an der Zahl der dänischen Schulen ablesen. Zum Ende des Krieges gab es in Südschleswig neun dänische Schulen mit etwa 500 Schülern. Bald kam es aus nahezu allen Teilen der Region zu Wünschen nach neuen Schulen. Fünf Jahre später gab es schließlich 80 Schulen mit mehr als 12.000 Schülern. Die Volkszählung von 1946 ermittelte im Vergleich zur Volkszählung 1925 einen Anstieg der alleinigen dänischen Muttersprachler auf 9.648 Personen.
Einen zentralen Stellenwert im Diskurs der dänischen Minderheit nach 1945 nahm der Wunsch nach einer Wiedervereinigung mit Dänemark ein. Selbst der spätere Ministerpräsident Friedrich Wilhelm Lübke warb im Sommer 1945 in Angeln für eine Wiedervereinigung mit Dänemark. Zugleich positionierte sich die Minderheit gegen die neu in die Regionen gekommenen Vertriebenen aus den deutschen Ostgebieten, die als Gefahr für eine mögliche Wiedervereinigung angesehen wurden. So forderten mehrere dänische Südschleswiger im September 1945 in einem Schreiben an die britische Besatzungsmacht, die Vertriebenen aus Südschleswig zu entfernen. Im September 1946 boten die Briten der dänischen Regierung in der Septembernote eine Grenzrevision an, die die dänische Regierung jedoch mit der Oktobernote ablehnte. Bereits am 9. Mai 1945 hatte die dänische Regierung erklärt, die Grenze nicht ändern zu wollen.
Ab 1948 sanken die dänischen Stimmanteile wieder. Im gleichen Jahr wurde auf britischen Druck hin aus dem Südschleswigschen Verein heraus der SSW als politische Partei der dänischen und friesischen Südschleswiger gegründet. Zwei Jahre später wurde von der Landesregierung die Kieler Erklärung abgegeben, die bereits (wie die späteren Bonn-Kopenhagener Erklärungen) das Prinzip der Bekenntnisfreiheit formulierte.
Im Jahr 1953 initiierte die Landesregierung das Programm Nord, dessen Ziel es war, den strukturschwachen nördlichen Teil des Landes, der durch den hohen Anteil der Vertriebenen geprägt war, zu entwickeln. Durch dieses Förderprogramm hoffte man auch, den Zulauf zur dänischen Bewegung begrenzen zu können. In den dünn besiedelten Gemeinden unmittelbar an der Grenze wurden viele neuerrichtete Hofstellen an Flüchtlinge verteilt. in Folge nahm die Verbreitung der südjütländischen Umgangssprache, die noch in Gemeinden auf der Schleswigschen Geest ohne Beziehung zur nationalen Orientierung gesprochen wurde, weiter ab.
Mit den Bonn-Kopenhagener Erklärungen von 1955 sicherten die deutsche und dänische Regierung der deutschen Minderheit in Nord- und der dänischen Minderheit in Südschleswig jeweils kulturelle Rechte zu. Unter anderem wurde hier auch das Bekenntnisprinzip festgeschrieben. Neben der Erklärung selbst gaben die Bundesregierung und die Landesregierung eine gemeinsame Absichtserklärung heraus, wonach die dänische Volksgruppe von der 5%-Sperrklausel befreit wird und Abschlussprüfungen an dänischen Schulen in Zukunft anerkannt werden sollten.

### Weitere Entwicklung
In den folgenden Jahrzehnten konnte sich die dänische Volksgruppe weitgehend stabilisieren. Dies lässt sich zum Beispiel an den Schülerzahlen ablesen. Auf der anderen Seite verzeichnete der SSF bis etwa 2009 noch sinkende Mitgliedszahlen, stabilisierte sich dann im Jahr 2018 mit etwa 15.000 Mitgliedern.
Zugleich wird der Diskurs innerhalb der Minderheit immer wieder von Debatten über Struktur, Sprache und Identität geprägt. So leben die dänischen Südschleswiger mit sozialen, kulturellen und nicht zuletzt sprachlichen Einwirkungen der umgebenden deutschen Mehrheit. Entsprechend wurde festgestellt, dass im Rahmen der gelebten Bilingualität die deutsche Sprache die Minderheit als Alltagssprache stark prägt und gerade bei den Schülern oft die dominierende Umgangssprache ist. Die Linguistin Karen Margrethe Pedersen stellte in einer im Jahr 2000 publizierten Studie fest, dass etwa zwei Drittel der Schüler an dänischen Schulen Dänischkenntnisse erst im Kindergarten, etwa ein Fünftel im Elternhaus erworben hatten. Die Aufnahme von Kindern in eine dänische Schule oder Kindertagesstätte setzt indes u. a. voraus, dass die Eltern Dänisch sprechen können oder erklären, es zu lernen. Die Studie von Pedersen machte deutlich, dass Dänisch stärker im kulturellen oder kirchlichen Bereich gesprochen wurde, in der Jugend- und Sportarbeit wurde unter den Jüngeren dagegen oft Deutsch gesprochen.
Aus dem Sprachkontakt von Deutsch und Dänisch hat sich innerhalb der dänischen Volksgruppe inzwischen das Südschleswigdänische als eine vom Deutschen beeinflusste Varietät des Standarddänisch entwickelt. Das früher in der Region in Varietäten wie dem Angeldänischen oder Viöler Dänisch verbreitete Südjütländisch (Sønderjysk) wurde hingegen innerhalb der dänischen Gemeinschaft kaum gefördert und ist heute allein noch in grenznahen Orten verbreitet. Bis 2006 gab es mit Æ Amatøer noch eine Amateurtheater, das im südjütländischen Dialekt auftrat.

## Gegenwart

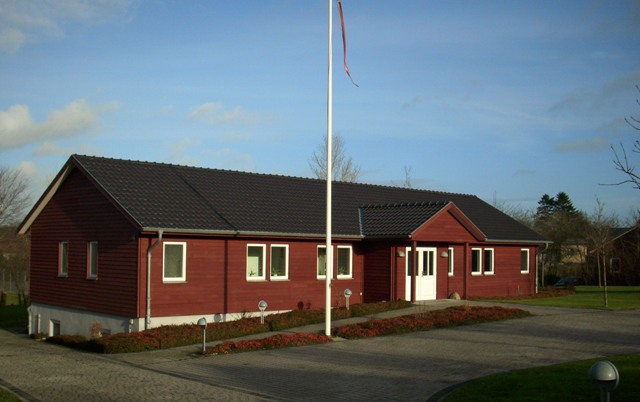
Die dänische Kirche in Süderbrarup (dän. Sønder Brarup) in Angeln

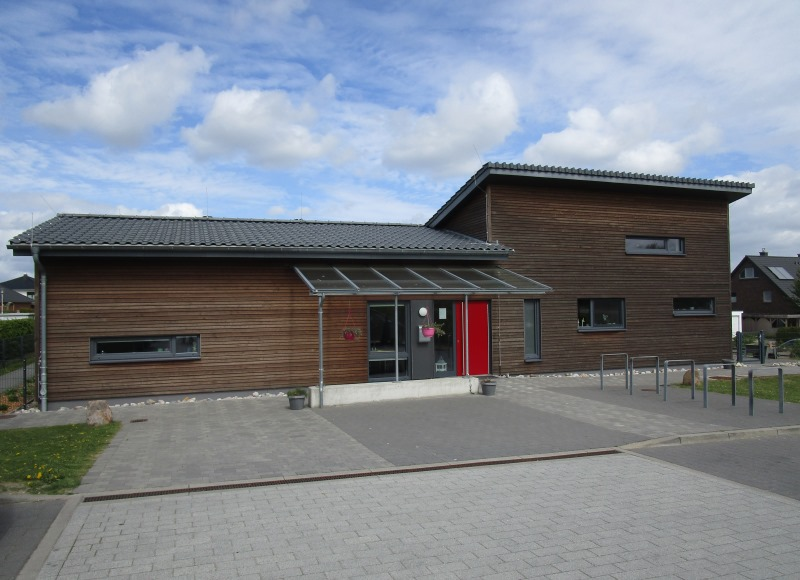
Die Kindertagesstätte Karlsson Vuggestue in der Stadt Schleswig (dän. Slesvig)

Regionale Verteilung der dänischen Staatsbürger/Reichsdänen 2021

Die dänische Volksgruppe in Südschleswig besteht aus einem Netz von Vereinen und Institutionen. Zu nennen ist unter anderem der Sydslesvigsk Forening (SSF), der die kulturelle Arbeit der dänischen Südschleswiger koordiniert. Mit seinen rund 16.000 Mitgliedern ist der Verein zugleich der größte dänische Verein in Schleswig-Holstein. Der SSF besteht aus mehreren Ortsvereinen (Distrikten). Zudem betreibt der Verein das Danevirke Museum bei Schleswig und mehrere regionale Kulturhäuser (Forsamlingshuse). Auf internationaler Ebene arbeitet der SSF unter anderem mit anderen nationalen Minderheiten in der Föderalistische Union Europäischer Nationalitäten zusammen.
Bundesweit bekannt ist der Südschleswigsche Wählerverband (SSW) als politische Vertretung der dänischen und nordfriesischen Volksgruppe. Nach dem Wahlgesetz für den Landtag von Schleswig-Holstein ist jede Partei der dänischen Minderheit von Schleswig-Holstein von der Fünf-Prozent-Hürde bei Landtagswahlen befreit. Der Anteil für den SSW belief sich 1948 auf 71.864 Stimmen, pendelt sich bis Ende der 80er Jahre auf 20.000 bis 25.000 Stimmen ein und erreichte 1996 schließlich 38.285 Stimmen in Südschleswig. Seit der (gegen die Stimmen des SSW beschlossenen) Änderung des schleswig-holsteinischen Wahlrechts mit der Einführung der Zweitstimme im Jahre 2000, die auch die Wahl des SSW in Holstein ermöglichte, wuchs der Anteil des SSW zwischenzeitlich (so z. B. 2005 auf 51.901 Stimmen). In der Legislatur 2012 bis 2017 war der SSW erstmals auch in eine Landesregierung eingebunden (Dänen-Ampel). Bis 1961 trat der SSW auch bei Bundestagswahlen an, konnte aber nur in der Wahlperiode  1949-1953 ein Mandat erringen. Zur Bundestagswahl 2021 trat der SSW erneut an und erreichte 55.578 Zweitstimmen, Stefan Seidler wurde somit als Listenkandidat in den Bundestag gewählt. Bei der Bundestagswahl 2025 kam der SSW auf 76.138 Zweitstimmen und Seidler zog auch in den 21. Deutschen Bundestag ein.
Das Bildungswesen der Volksgruppe wird vom Dansk Skoleforening for Sydslesvig koordiniert. Der Verein betreibt in der Region eine Reihe dänischer Kindertagesstätten und Schulen, darunter zehn Gemeinschaftsschulen, zwei davon mit gymnasialer Oberstufe. Die Schule in Risum-Lindholm wird als zweisprachige dänisch-friesisch Schule geführt. In Ladelund besteht mit der Ladelund Ungdomsskole zudem eine Internatsschule (Efterskole), in Jarplund bei Flensburg die Jaruplund Højskole, die sich mit meist mehrtägigen Kursen an Erwachsene richtet.
Das dänische Büchereiwesen wird von der Dansk Centralbibliotek for Sydslesvig mit lokalen Büchereien in Flensburg, Schleswig, Husum und Eckernförde sowie zwei Bücherbussen betrieben. Vereine des Sport- und Jugendbereiches haben sich im Sydslesvigs danske Ungdomsforeninger (SdU) zusammengeschlossen. Ein Team des SdU nimmt auch regelmäßig an der Fußball-Europameisterschaft der nationalen Minderheiten (Europeada) teil. Etwa dreißig evangelisch-lutherische Kirchengemeinden sind in der Dansk Kirke i Sydslesvig zusammengeschlossen. Leistungen im Gesundheits- und Pflegebereich werden vom Dänischen Gesundheitsdienst für Südschleswig angeboten.
Jedes Jahr im Mai oder Juni werden die dänischen Jahrestreffen (De danske årsmøder) gefeiert. Dabei handelt es sich um ein Festwochenende, das aus mehreren regionalen Veranstaltungen mit Musik, Vorführungen, Debatten, Lesungen und Festreden besteht. Am Sonntag finden in Flensburg, Schleswig und an der Westküste jeweils drei größere Open-Air-Abschlussveranstaltungen statt.
Neben der dänischen Minderheit leben etwa 6.000 dänische Staatsbürger in Schleswig-Holstein, sogenannte Reichsdänen, die nicht der einheimischen Volksgruppe der dänischen Südschleswiger, sondern anderen nicht deutschen EU-Bürgern gleichgestellt sind.
Die dänische Minderheit arbeitet mit einem Teil der in Nordfriesland im Westen Südschleswigs siedelnden nordfriesischen Volksgruppe zusammen (Friisk Foriining).